# Ballada o ścinaniu drzewa
Ballada o ścinaniu drzewa – polski film obyczajowy z 1972 roku w reżyserii Feriduna Erola, który obok Tadeusza Wieżana, jest współautorem scenariusza. Akcja filmu rozgrywa się w środowisku robotniczym.

## Opis fabuły
Brygada majstra Błaszczyka (Bolesław Płotnicki), który kieruje trzyosobową brygadą robotników (w tym zapalony grzybiarz Malawka (Józef Łodyński) i żółtodziób Kazio – w tej roli Henryk Gęsikowski) dostaje zadanie ścięcia przydrożnego drzewa. Majster i Kazio, jako pierwsi zjawiają się w miejscu pracy. Malawka spóźnia się, co wywołuje zdenerwowanie majstra. Kiedy wszyscy postanawiają rozpoczynając swą pracę, Kazio chwyta piłę, lecz Błaszczyk obcesowo studzi jego zapał, w wyniku czego chłopak obraża się na niego. Widząc to Malawka daje rady majstrowi, jak należy postępować z „młodymi”. Błaszczyk przywołuje więc Kazia i nieco łagodniejszym tonem zleca mu wykonanie dokładnych pomiarów drzewa. Tymczasem nadchodzi południe i pora na posiłek, więc Kazio biegnie na pobliskie pole, gdzie zauważył koleżankę w kostiumie kąpielowym, zaś Malawka i Błaszczyk zaś z zadowoleniem raczą się kiełbasą i opowieściami „z dawnych dobrych lat”, pozostawiając dokończenie, wykonywanej przez nich pracy.

## Obsada
- Bolesław Płotnicki jako Majster Błaszczyk
- Józef Łodyński jako Malawka
- Henryk Gęsikowski(inne języki) jako Kazio
- Ewa Berger-Jankowska jako Żona markiza
- Kazimierz Iwiński jako Markiz Jean Baptiste Conio
- Wanda Ostrowska jako Jola, koleżanka Kazia